# Sukarno
Sukarno   (Surabaya, 6 de juny de 1901 - Jakarta, 21 de juny de 1970), nascut Kusno Sosrodihardjo, fou un polític indonesi, primer president de la República (1945-1968).

## Nom
El seu pare, Raden Soekemi Sosrodihardjo, era mestre d'escola a Surabaya (Java oriental). La seva mare, Ida Ayu Nyoman Rai, era de Buleleng (nord de Bali).
Els indonesis l'anomenen col·loquialment i afectuosament Bung Karno a Indonèsia —germà, camarada Karno. Els occidentals de vegades li donen el primer nom Ahmad. En realitat, com molts javanesos, Sukarno només va utilitzar un nom.

## Biografia

### Infantesa i formació

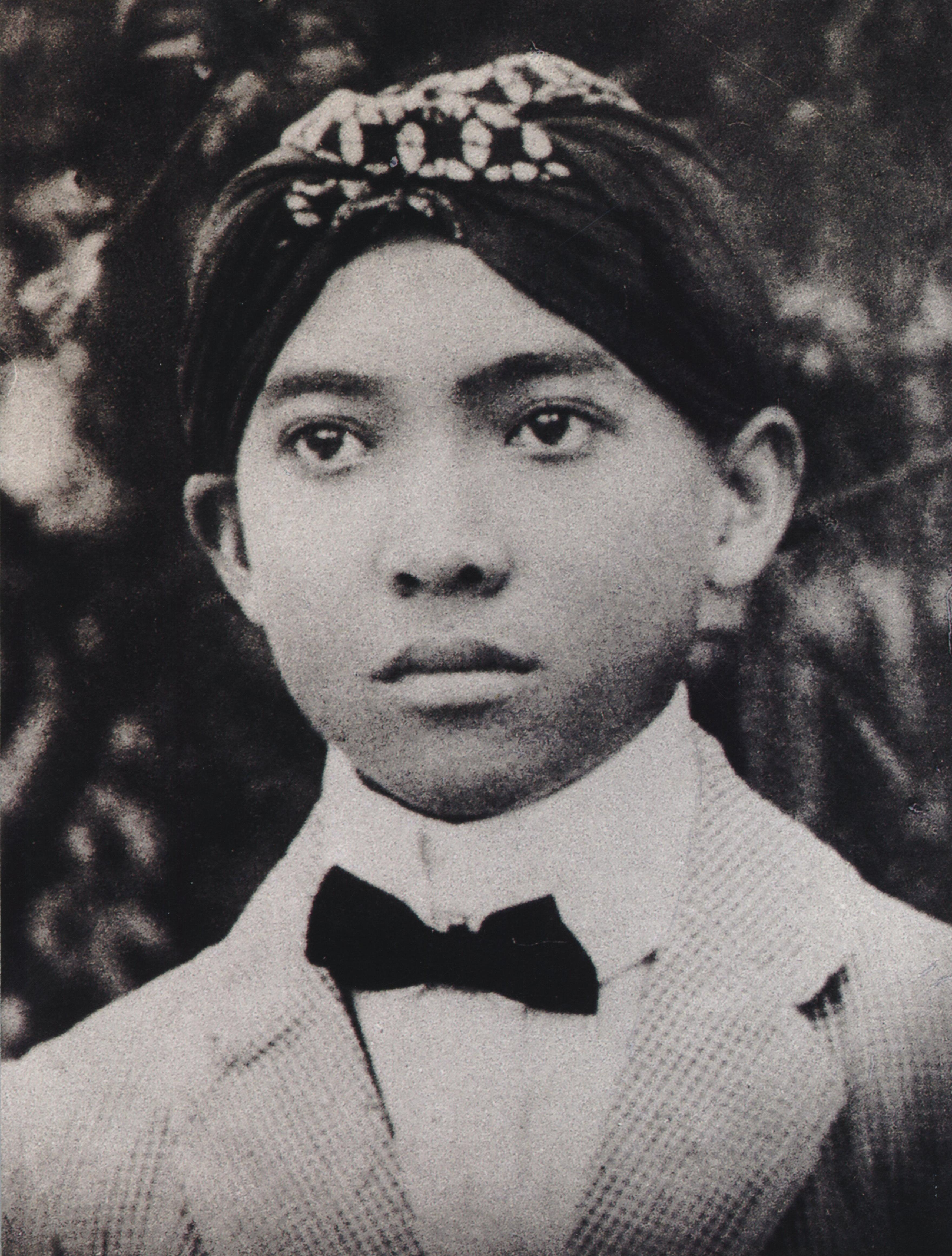
Sukarno el 1916.

Fill d'un professor de la noblesa javanesa i d'una mare de l'aristocràcia balinesa, la posició social dels seus pares li va permetre entrar a l'escola primària —Europeesche Lagere School— i a l'institut —Hoogere Burgerschool— per als europeus. Va ingressar a l'escola d'enginyeria de Bandung on es va graduar el 1926.
A Surabaya, Soekarno va conèixer líders polítics indígenes, entre ells HOS Tjokroaminoto, líder de l'organització Sarekat Islam i també Henk Sneevliet, un holandès que fundaria el Partit Socialdemòcrata de l'Índia, el futur Partit Comunista d'Indonèsia (PKI). Amb altres estudiants d'enginyeria, va fundar el 1927 el Partai Nasional Indonesia, Partit Nacional d'Indonèsia (PNI).
Va ser detingut el 1929 i alliberat el 1931. Va ser arrestat de nou el 1933 i després exiliat a Bengkulu al sud de Sumatra.

### Ocupació japonesa

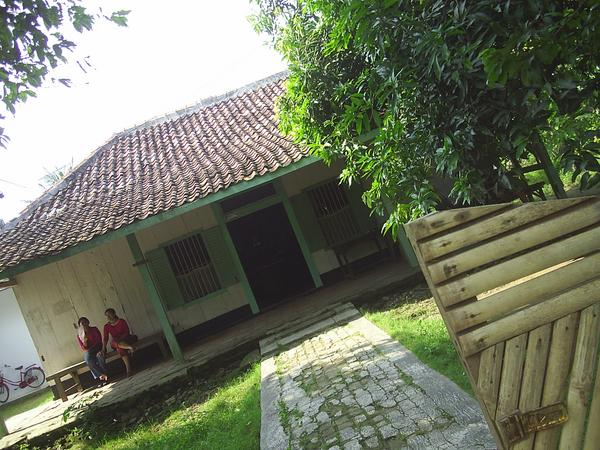
La casa on Sukarno va ser segrestat a Rengasdengklok.

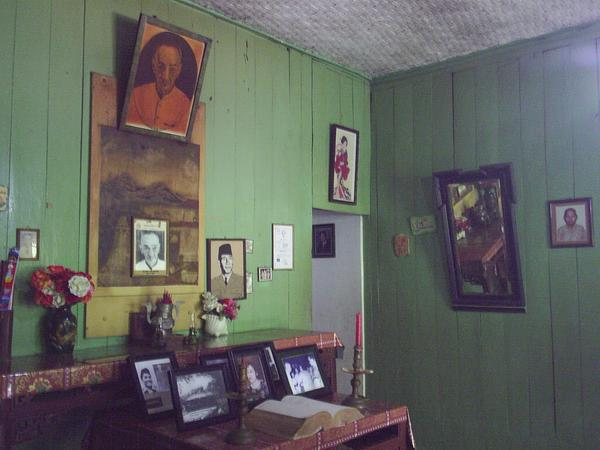
Interior de la llar.

El 10 de gener de 1942, els japonesos desembarquen a les Índies Orientals Neerlandeses. Les tropes holandeses es rendeixen el 8 de març de 1942.
Alliberat pels japonesos, Sukarno decideix jugar al joc del nou ocupant, convençut de poder-ne aprofitar. Participa així en la creació del Centre de Poder Popular —Pusat Tenaga Rakyat — l'acrònim del qual PUTERA significa "fill, nen" el 1943. El 1943 es va casar amb Fatmawati, mare de la seva filla Megawati Sukarnoputri, presidenta de la República d'Indonèsia de 2001 a 2004 després d'exercir com a vicepresidenta de 1999 a 2001.

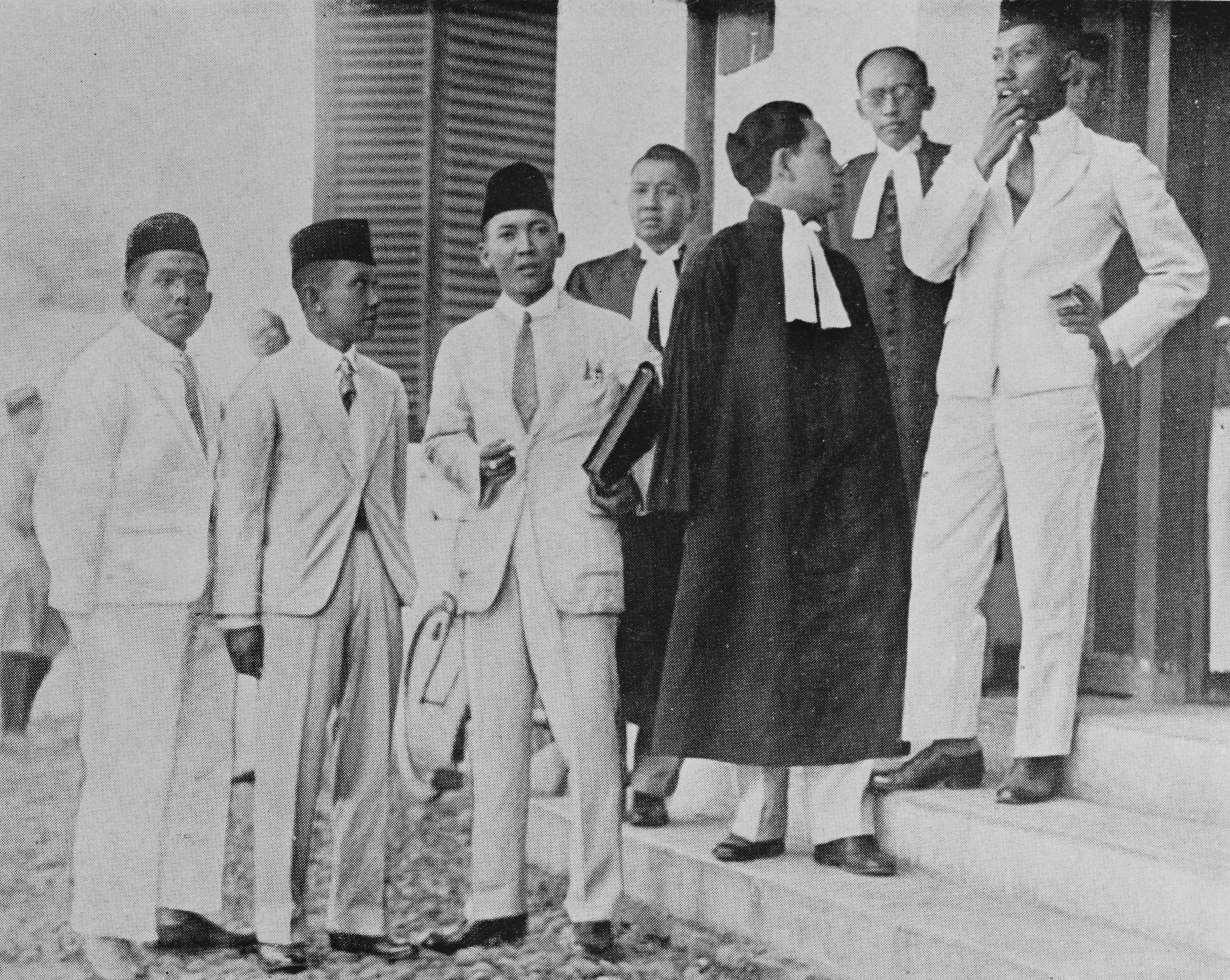
Soekarno al seu judici el 1930.

El març de 1945, a mesura que els nord-americans van recuperar gradualment el control del Pacífic, els japonesos van encoratjar la creació d'un "comitè d'investigació per als treballs preparatoris per a la independència d'Indonèsia". Dins d'aquest comitè, Sukarno insisteix en la necessitat d'un estat religiosament neutral. Al juny fa un discurs on exposa la seva doctrina sobre les bases d'una Indonèsia independent: "els cinc pilars" – Pancasila.
El Japó signa la rendició el 15 d'agost. La nit següent, joves nacionalistes segresten Sukarno i Hatta, un altre líder nacionalista, i els porten a una casa a Rengasdengklok, a l'est de Jakarta.

### Independència
El 17 d'agost de 1945 al matí, Soekarno llegeix la proclamació de la independència d'Indonèsia, de la qual és nomenat primer president. Va dirigir la guerra contra els Països Baixos, fins que aquests van reconèixer la independència del país el 1949. A més va ser qui va idear la filosofia i ideologia de l'Estat amb el Pancasila.
Va acabar amb el reconeixement oficial de la independència per part de les Nacions Unides el 1949, seguit de la transferència formal de la sobirania sobre el territori de les Índies Orientals Neerlandeses del Regne dels Països Baixos a la República d'Indonèsia el 27 de desembre de 1949.
Després de la independència del país, es va negar a establir-hi la llei islàmica.
Va organitzar la Conferència de Bandung amb Jawaharlal Nehru el 1955, Sukarno va suprimir el 1956 tots els partits i va instituir el 1959 una democràcia dirigida.
La seva política considerada massa pro-comunista —l'URSS li donava suport militar— va ser una època on els Estats Units, donaven suport a una guerrilla mitjançant bombardejos i subministraments d'armes aèries el 1958.

### Política exterior amb els Països Baixos
Després de la independència (1949), les tensions van sorgir molt ràpidament amb l'antiga potència colonial després de la proclamació d'una república de les Moluques del Sud (1950) que va ser ràpidament aixafada (milers de Moluques es van refugiar als Països Baixos).
El 1961 fou guardonat amb el Premi Lenin de la Pau entre els pobles.
L'any 1962, l'exèrcit indonesi va envair la Nova Guinea Neerlandesa (l'únic territori que els holandesos havien pogut retenir de les Índies Orientals Neerlandeses). Mentre l'armada holandesa va guanyar la batalla del mar d'Arafura, el suport soviètic va obligar la Haia a signar el 31 de juliol de 1962, l'Acord de Nova York i acordar transferir l'administració de la regió a l'Autoritat Executiva Temporal de les Nacions Unides, que la lliura definitivament a Indonèsia l'1 de maig de 1963.

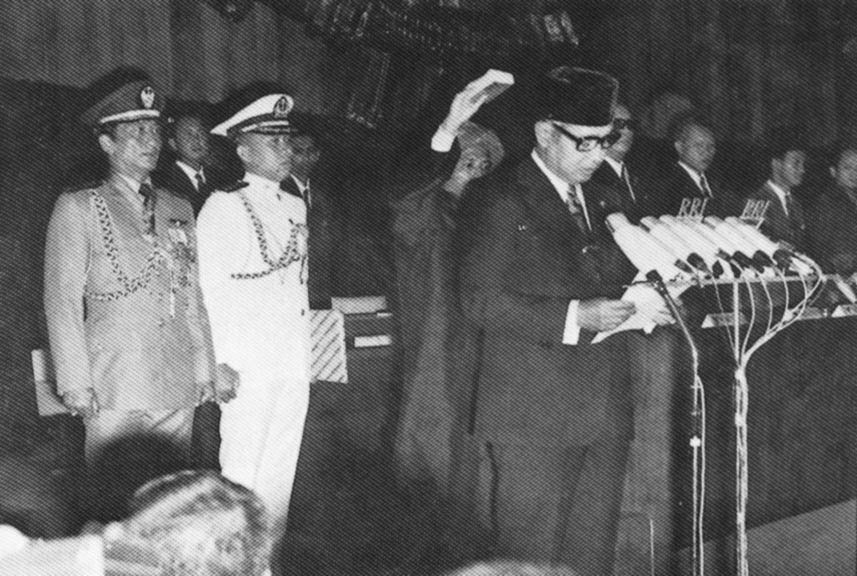
Investidura de Soeharto.

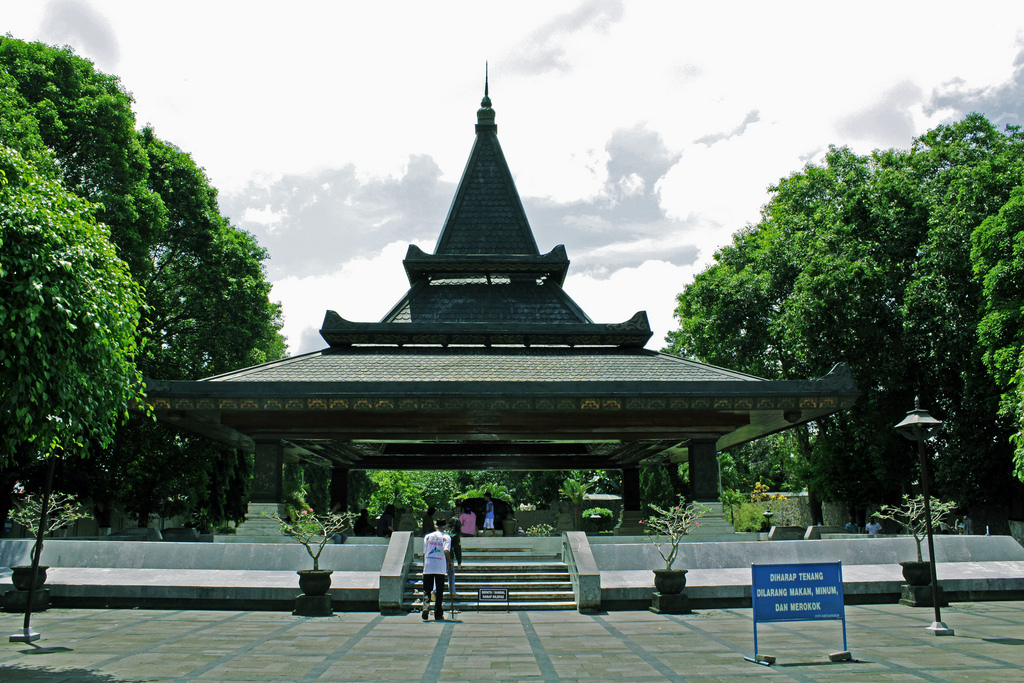
La tomba de Soekarno a Blitar.

L'1 d'octubre de 1965 al matí, un oficial aleshores desconegut, el tinent coronel Oentoeng, comandant d'un batalló de la guàrdia presidencial, va anunciar per ràdio que estava al capdavant d'un "consell revolucionari" anomenat Moviment del 30 de setembre - Gerakan setembre Tigapuluh o G30S, que va frustrar un complot contra el president Soekarno i va arrestar sis generals. Un altre general, Suharto, va prendre el lideratge de la repressió i va detenir els rebels en menys de quaranta-vuit hores. El Partit Comunista d'Indonèsia és llavors exterminat durant una repressió ferotge, mentre que Soekarno és marginat per l'exèrcit.
El març de 1966, mentre encara era oficialment president, Sukarno es va veure obligat a signar el Supersemar (acrònim de Surat Perintah Sebelas Maret, ordre d'11 de març), per la qual transfereix el poder a Suharto. Aquest últim va ser escollit llavors president de la República el 12 de març de 1967 per Majelis Permusyawaratan Rakyat Sementara —MPRS— "Assemblea deliberativa temporal del poble". Soekarno va quedar sota arrest domiciliari fins a la seva mort.
Sukarno va morir el 21 de juny de 1970 a Jakarta. Va ser enterrat no gaire lluny de Blitar, a la província de Java Oriental, a 113 km al sud-oest de Surabaya, la capital provincial.

## Vida personal

### Matrimonis i relacions
El 1920, Sukarno es va casar amb la filla de Tjokroaminoto, Siti Oetari. El 1921, va començar a estudiar enginyeria civil (especialitzada en arquitectura) a la Technische Hoogeschool te Bandoeng (Institut Tecnològic de Bandoeng), on va obtenir un títol d’enginyer (abreujat com a Ir., un títol d'enginyer de tipus neerlandès) el 1926. Durant els seus estudis a Bandung, Sukarno va tenir una relació sentimental amb Inggit Garnasih, l'esposa de Sanoesi, el propietari de la residència on vivia d'estudiant. Inggit era 13 anys més gran que Sukarno. El març de 1923, Sukarno es va divorciar de Siti Oetari per casar-se amb Inggit (que també es va divorciar del seu marit Sanoesi). Sukarno després es va divorciar d'Inggit i es va casar amb Fatmawati.
Atípicament, fins i tot entre la petita elit educada del país, Sukarno parlava diverses llengües amb fluïdesa. A més del javanès que parlava des de petit, era un mestre del sondanès, el balinès i l'indonesi, i tenia un domini especialment bo del neerlandès. També se sentia força còmode amb l'alemany, l'anglès, el francès, l'àrab i el japonès, totes les llengües que li ensenyaven a la seva HBS. La seva memòria fotogràfica i la seva ment precoç l'ajudaven.
En els seus estudis, Sukarno va ser intensament modern, tant en arquitectura com en política. Menyspreava tant el feudalisme javanès tradicional, que considerava endarrerit i culpable de la caiguda del país sota l'ocupació i l'explotació holandesa, com l'imperialisme practicat pels països occidentals, que anomenava explotació d'humans per altres humans. Va culpar d'això a la profunda pobresa i els baixos nivells d'educació del poble indonesi sota els holandesos. Per promoure l'orgull nacionalista entre els indonesis, Sukarno va interpretar aquestes idees en la seva vestimenta, en la seva planificació urbana per a la capital (finalment Jakarta) i en la seva política socialista, tot i que no va estendre el seu gust per l'art modern a la música pop; va fer empresonar el grup musical indonesi Koes Bersaudara per les seves lletres presumptament decadents, tot i la seva reputació de faldiller. Per a Sukarno, la modernitat era cega a la raça, d'estil pulcre i elegant, i antiimperialista.

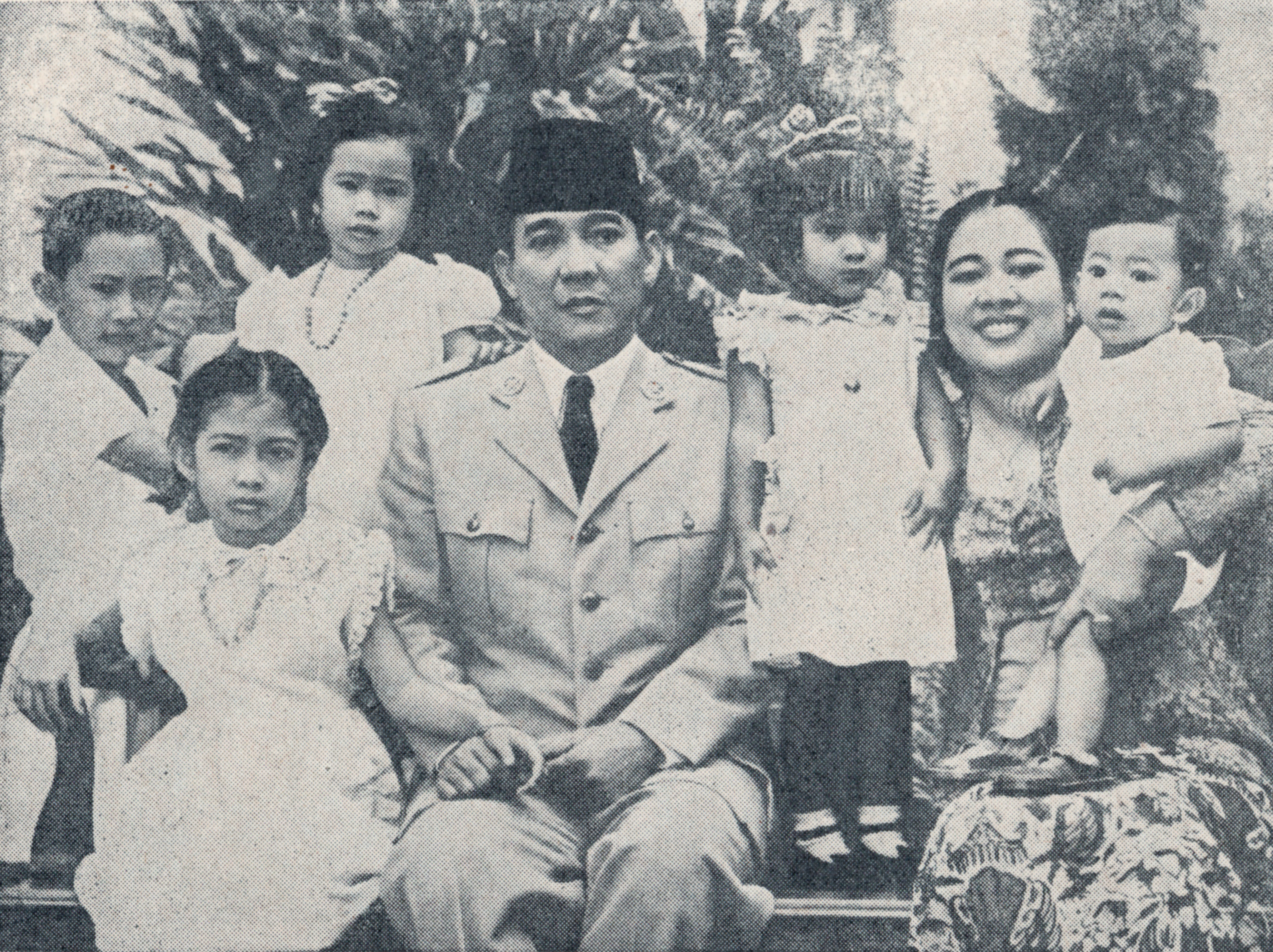
Sukarno amb Fatmawati i cinc dels seus fills. En sentit horari des del centre: Sukarno, Sukmawati, Fatmawati, Guruh, Megawati, Guntur, Rachmawati

Sukarno era d'ascendència javanesa i balinesa. Es va casar amb Siti Oetari el 1921 i es va divorciar d'ella el 1923 per casar-se amb Inggit Garnasih, de qui es va divorciar cap al 1943 per casar-se amb Fatmawati. El 1953, Sukarno es va casar amb Hartini, una vídua de 30 anys de Salatiga, a qui va conèixer durant una recepció. Fatmawati es va indignar per aquest quart matrimoni i va abandonar Sukarno i els seus fills, tot i que mai es van divorciar oficialment. El 1958, Sukarno es va casar amb Maharani Wisma Susana Siregar, una veterana de la independència de Liverpool que era 23 anys més jove que ell, i es va divorciar el 1962. Va ser presentat a l'amfitriona japonesa Naoko Nemoto, que aleshores tenia 19 anys, amb qui es va casar el 1962 i va canviar el nom a Ratna Dewi Sukarno. Sukarno també va tenir cinc cònjuges més: Sakiko Kanase (1958–1959), Kartini Manoppo (1959–1968), Haryati (1963–1966), Yurike Sanger (1964–1968) i Heldy Djafar (1966–1969). Sukarno era conegut per les seves relacions amb diverses dones com Gusti Nurul, Baby Huwae, Nurbani Yusuf i Amelia De La Rama. El 1964 es va casar amb Rama a Jakarta i va romandre amb ella fins a la seva mort el 1970. El matrimoni es va mantenir en secret fins que Rama ho va esmentar durant una entrevista el 1979.

### Fills
Abans del seu matrimoni amb Fatmawati, Sukarno estava casat i tenia una filla, Rukmini, que més tard es va convertir en cantant d'òpera a Itàlia. Megawati Sukarnoputri, que va exercir com a cinquè president d'Indonèsia, és la seva filla de la seva dona Fatmawati. El seu germà petit Guruh Sukarnoputra (nascut el 1953) ha heretat la inclinació artística de Sukarno i és coreògraf i compositor, que va fer una pel·lícula Untukmu, Indonesiaku (Per a tu, la meva Indonèsia) sobre la cultura indonèsia. També és membre del Consell Representatiu del Poble Indonesi per al Partit Democràtic de Lluita Indonesi de Megawati. Els seus germans Guntur Sukarnoputra, Rachmawati Sukarnoputri i Sukmawati Sukarnoputri han estat actius en política. Sukarno va tenir una filla anomenada Kartika per Dewi Sukarno. El 2006, Kartika Sukarno es va casar amb Frits Seegers, el director executiu nascut als Països Baixos del Barclays Global Retail and Commercial Bank. Altres fills inclouen Taufan i Bayu de la seva dona Hartini, un fill anomenat Totok Suryawan Sukarnoputra (nascut el 1967, a Alemanya), de la seva dona Kartini Manoppo, i una filla, Siti Aisyah Margaret Rose, de la seva dona Maharani Wisma Susana Siregar.

## Homenatges
Quan es va obrir el 1985, el règim de Suharto va batejar l'aeroport de Jakarta com Aeroport Internacional Sukarno-Hatta, en honor als dos proclamadors de la independència: Sukarno i Hatta.
El Pic de Sukarno (Puncak Sukarno) va ser el nom donat durant un temps a la piràmide de Carstensz (a l'illa de Nova Guinea), nom que recorda els del pic Lenin i el pic Stalin; avui és Pic de la victoria (Puncak Jaya).